# Florando de Inglaterra
Florando de Inglaterra es el protagonista de un pequeño ciclo de libros de caballerías españoles, compuesto por dos obras publicadas en Lisboa, en la imprenta de Germán Gallarde, la primera en febrero de 1545 (Primera y segunda parte) y la segunda en abril de ese mismo año. Ambas son anónimas, aunque la proximidad de su aparición y la identidad del estilo hacen evidente que son obras del mismo autor.

## Primera y segunda parte
La primera obra del ciclo llevó como título Corónica del valiente y esforzado príncipe don Florando de Inglatierra, hijo del noble y esforzado príncipe Paladiano, en que se cuentan las grandes y maravillosas aventuras a que dio fin por amores de la hermosa princesa Roselinda, hija del emperador de Roma. Se inicia con un breve prólogo, que el autor dirige "a los caballeros, dueñas y doncellas de la ínclita ciudad de Ulixea" (Lisboa). Se divide en dos partes, en las cuales se nota la influencia del primer tomo del Florambel de Lucea de Francisco de Enciso Zárate, publicado en 1532. En la primera se narran, en 46 capítulos, las aventuras del príncipe Paladiano, hijo del rey Milanor de Inglaterra y de su esposa Selerina, hija del rey de Lusitania, y contemporáneo del emperador Justiniano. 
La segunda parte, en 67 capítulos, se dedica principalmente a narrar las hazañas de Florando, hijo de Paladiano y Aquilea.

### Argumento
Una sabia encantadora, Orbicunta, protege a Paladiano y se le aparece por primera vez en sueños, para aconsejarle que busque a la doncella más hermosa del mundo y se case con ella. El caballero marcha en demanda de la doncella, jornada en cuya búsqueda conoce a varias hermosas princesas, hasta que al final se enamora de la infanta Aquilea, hija de rey de Aquilea, con la cual se desposa después de muchas incidencias.
En la segunda parte, Florando, a quien también protege Orbicunta se enamora de la princesa Roselinda, hija del emperador de Roma; pero aunque Roselinda también se enamora, finge desdeñarlo, y el entristecido héroe se aparta de ella para buscar nuevas aventuras con el nombre de Caballero del corazón lacrimoso. 
El libro termina prometiendo una continuación: " ... andaba don Florando ccada vez más sublimando su nombre, de suerte que por muchas partes por su tan clara fama era conocido, al cual dejaremos hasta su lugar por decir de la confusión y tristeza que en la corte hubo después de su partida, como en la tercera parte desta grande historia se os contará."

## Tercera parte
La segunda obra del ciclo, que lleva como título Libro tercero de la crónica del excelente y esforzado príncipe don Florando, en el cual se cuenta las admirables aventuras a que dio fin, y llamándose el Caballero del Corazón Lacrimoso, andando desterrado de gracia de su señora la princesa Roselinda. El libro concluye cuando Roselinda es raptada y Florando parte en su busca, y se anuncia una cuarta parte, que no llegó a ver la luz.

## Florando de Inglaterra y el manteamiento de Sancho Panza
Juan Antonio Pellicer, en su edición anotada del Quijote, llamó la atención sobre el hecho de que el episodio del manteamiento de Sancho Panza en la venta de Juan Palomeque (Don Quijote, I, capítulo XVII) era "parecido al suceso de Fidelio , escudero de don Florando de Inglaterra, cuando yendo algo apartado de su amo, le asieron cuatro fantasmas , y levantándole en ei aire, le atormentaron las carnes con tenazas encendidas: y pidiendo favor y ayuda, oyó su amo sus clamores, vuelve atrás ei caballo, y mirando el triste estado de su escudero, no le socorre, escusándose con que toda aquella pesada burla era mera apariencia, y no cosa real y verdadera." Este episodio se relata en el capítulo VIII del Libro tercero de don Florando, como parte de las aventuras de este en la Ínsula del Resplandeciente Fuego.

## Traducción francesa
Aunque Florando de Inglaterra no parece haber tenido mucho éxito en la península ibérica, dado que ninguna de sus dos volúmenes se reimprimió, la primera parte, que relataba las aventuras del príncipe Paladiano, padre de Florando, y parte de la segunda, fueron traducidas al francés por Claude Colet en una versión de 66 capítulos. Esta traducción fue publicada en París en 1555, en la imprenta de Jan Dallier con el título de L’Histoire palladienne, traitant des gestes & genereux faitz d’armes et d’amours de plusieurs grandz princes et seigneurs, specialement de Palladien filz du roy Milanor d’Angleterre, & de la  belle  Selerine  sœur  du  Roy  de  Portugal. Incluye un prólogo de Etienne Jodelle, en el cual se elogia calurosamente al traductor Colet, para entonces ya fallecido. 
La Historia Paladiana fue reimpresa en Amberes en 1562, en la imprenta de Christophe Plantin, y nuevamente en París en 1573.

## Traducción inglesa
La Historia Paladiana fue traducida del francés al inglés por Anthony Munday (1553-1633) y publicada en Londres en 1588, en dos partes, con el título de The famous, pleasant and delightful History of Paladin of England, y se reimprimió en varias oportunidades. De una edición de 1664 y dos ediciones más sin fecha se conservan ejemplares en el Museo Británico. 